# Eustrotia marmorata
Eustrotia marmorata là một loài bướm đêm trong họ Noctuidae.